# Amazing World
Amazing World era un programma televisivo italiano di didattica creativa dedicato alla geografia. Il programma veniva trasmesso all'interno di Treddì. Questa trasmissione, in onda su Rai Gulp e Rai 3 a partire dal 2006, è stata creata dopo il grande successo di Amazing History.

## Il programma
Il programma è condotto dal prof. Felix Copperposky (Enzo Salomone), da suo nipote Super Little Coppy (Alessandro Berni) e anche da due pupazzi animati, Betty e Gomez. In ogni puntata si presenta un Paese del mondo offrendo inoltre informazioni e curiosità sulla geografia e sull'ambiente in generale. Attraverso la rubrica "Puliamo il mondo", organizzata da Legambiente, e patrocinata dal Segretariato Sociale Rai, Amazing World è stata nel 2006 la principale trasmissione televisiva italiana che ha promosso l'iniziativa internazionale "Clean Up the World" organizzata in oltre 120 paesi del mondo.

## Sigla
La sigla di apertura e di chiusura del programma sono stati cantati dal Coro Santa Cecilia diretto da Carmen Ansalone.